# Loin d'Eden
Pour plus de détails, voir Fiche technique et Distribution.
Loin d'Eden (hébreu : קירות (Kirot)) est un film d'action dramatique franco-israélien-américain de 2009 réalisé par Danny Lerner,. La langue principale est l'anglais, avec de nombreuses scènes russes et hébraïques sous-titrées en anglais.

## Synopsis
Galia est une Ukrainienne vivant en Israël. Elle travaille comme tueuse à gages pour des trafiquants israéliens afin de pouvoir revoir sa fille de cinq ans. Elinor travaille comme vendeuse et subit quotidiennement les violences de votre mari. Après qu'Elinor découvre qu'elle est enceinte et que Galia réalise qu'elle ne reverra pas sa fille tant qu'elle ne sera pas libérée de la mafia, elles tentent de s'échapper.

## Casting
| Acteur                | Personnage               | Détails       |
| --------------------- | ------------------------ | ------------- |
| Olga Kurylenko        | Galia                    | Tueur à gages |
| Ninet Tayeb           | Elinor                   |               |
| Vladimir Friedman     | Michka                   |               |
| Liron Levo            | Roni                     |               |
| Shalom Micahelashvili | Michael                  |               |
| Zohar Strauss         | Le mari violent d'Elinor |               |
| Jana Gore             | Nina                     |               |
| Henry David           | Pierre                   |               |
| Roy Assaf             | Shay                     |               |
| Raymond Amsalem       | Blanit                   |               |
| Ester Rada            | Barbie                   |               |

## Réception
Hanna Brown du Jerusalem Post lui a attribué 4 étoiles et a salué le style du film, notamment la performance d'Olga Kurylenko, mais a critiqué le ton, estimant que « la violence menace parfois de faire dérailler le film tout entier ». La photographie est décrite comme électrisante et chargée d'émotion – « [Danny Lerner] est comme Tarantino avec du cœur » – et le jeu des acteurs est superbe. La violence est dérangeante, avec des femmes battues et torturées dans des scènes qui s'éternisent jusqu'à l'inconfort, et l'amitié entre les deux protagonistes semble parfois trop artificielle.